# Dominus ac Redemptor
Dominus ac Redemptor је документ папе Климента XIV од 21. јула 1773. године. Њиме је званично укинут језуитски ред.

## Историја
Утицај језуитског реда је и у првој половини 18. века био веома јак. Био је на располагању папству. Због тога средином века ред улази у велике проблеме, због тежње европских владара да умање папски утицај. Први ударац доживели су у Португалији којом управља маркиз Помбал. Под оптужбом сарадње са Шпанцима, ред је у Португалији укинут 1759. године. Непријатељство против језуита проширује се и на Француску. Оптужени су за организацију атентата на Луја XV. Парламент је закључио да нема потребе за постојањем језуитског реда. Језуити, у намери да се задрже у Француској, прихватају галиканизам, али узалуд. Школе им се затварају, а имовина одузима. Коначно, Луј га је забранио 1762. године. У Шпанији ред је укинут 1767. године од стране краља Карлоса III, наговореног од стране првог министра Аранда. Бурбони врше притисак на папу Клемента XIII да укине језуитски ред. Клемент XIV, његов наследник, дуго се опирао претњама бурбонских владара. Најзад, писмом познатим као Dominus ac Redemptor из 1773. године Клемент је распустио језуитски ред.